# RSGC1-F01
Désignations
RSGC1-F01 est une supergéante rouge se situant dans l'amas ouvert RSGC1 dans la constellation de l'Écu de Sobieski. En 2022, elle est l'une des plus grandes étoiles connues, son rayon a été calculé à 1 530 R☉ (le rayon a été calculé avec la méthode de la loi de Stefan-Boltzmann)[source insuffisante]. Ce rayon correspond à un volume de 3,58 milliards de fois celui du Soleil[réf. nécessaire]. Si l'étoile était placée dans le système solaire à la place du Soleil, sa photosphère engloutirait le système solaire jusqu'à l'orbite de Jupiter.

## Sources externes
- RSGC1 sur Stellarium.org-web
- (en) RSGC1-F01 sur la base de données Simbad du Centre de données astronomiques de Strasbourg.